# Hypocala aspersa
Hypocala aspersa är en fjärilsart som beskrevs av Butler 1883. Hypocala aspersa ingår i släktet Hypocala och familjen nattflyn. Inga underarter finns listade i Catalogue of Life.